# Last Exit
«Last Exit» es la primera canción de Vitalogy, tercer álbum de estudio de la banda estadounidense de grunge Pearl Jam Pearl Jam, lanzado el 22 de noviembre de 1994 por la compañía discográfica Epic Records..

## Significado de la letra
La canción al parecer habla acerca de los pensamientos de una persona que está cayendo de una pendiente o está a punto de arrojarse. Al parecer dicha persona se está suicidando y en lo que dura la caída relata de forma muy breve su historia.